# Playa El Remanso
Der Playa El Remanso (von spanisch remamso ‚Stauwasser‘) ist ein Strand im Norden der Livingston-Insel im Archipel der Südlichen Shetlandinseln. Auf der Westseite des Kap Shirreff am nördlichen Ausläufer der Johannes-Paul-II.-Halbinsel liegt er zwischen dem Punta Nacella im Norden und dem Punta Antonio im Süden.
Wissenschaftler der 45. Chilenischen Antarktisexpedition (1990–1991) benannten ihn.